# Gare de Taffamane
La gare de Taffamane, est une ancienne gare ferroviaire algérienne située sur le territoire de la commune de Chettouane Belaila, dans la wilaya de Sidi Bel Abbès.

## Situation ferroviaire
Établie à une altitude de 680,500 m, la gare est située au point kilométrique (PK) 12,700 de la ligne de Tabia à Akid Abbes, où elle est précédée de la gare de Tabia et suivie de celle de Ben Badis. 
| \| Taffamane Tlemcen Akid Abbes Maghnia Tabia Ghazaouet \| Localisation de la gare de Taffamane dans la wilaya de Tlemcen. |
| Taffamane Tlemcen Akid Abbes Maghnia Tabia Ghazaouet                                                                       |

## Histoire
La gare est mise en service en 1887 lors de l'ouverture de la section de Tabia à Aïn Tallout de la ligne de Sainte-Barbe-du-Tlélat à Oujda,.

## Service des voyageurs

### Dessertes
En 2023, la gare n'est pas desservie par les trains de la Société nationale des transports ferroviaires.